# Каріатида

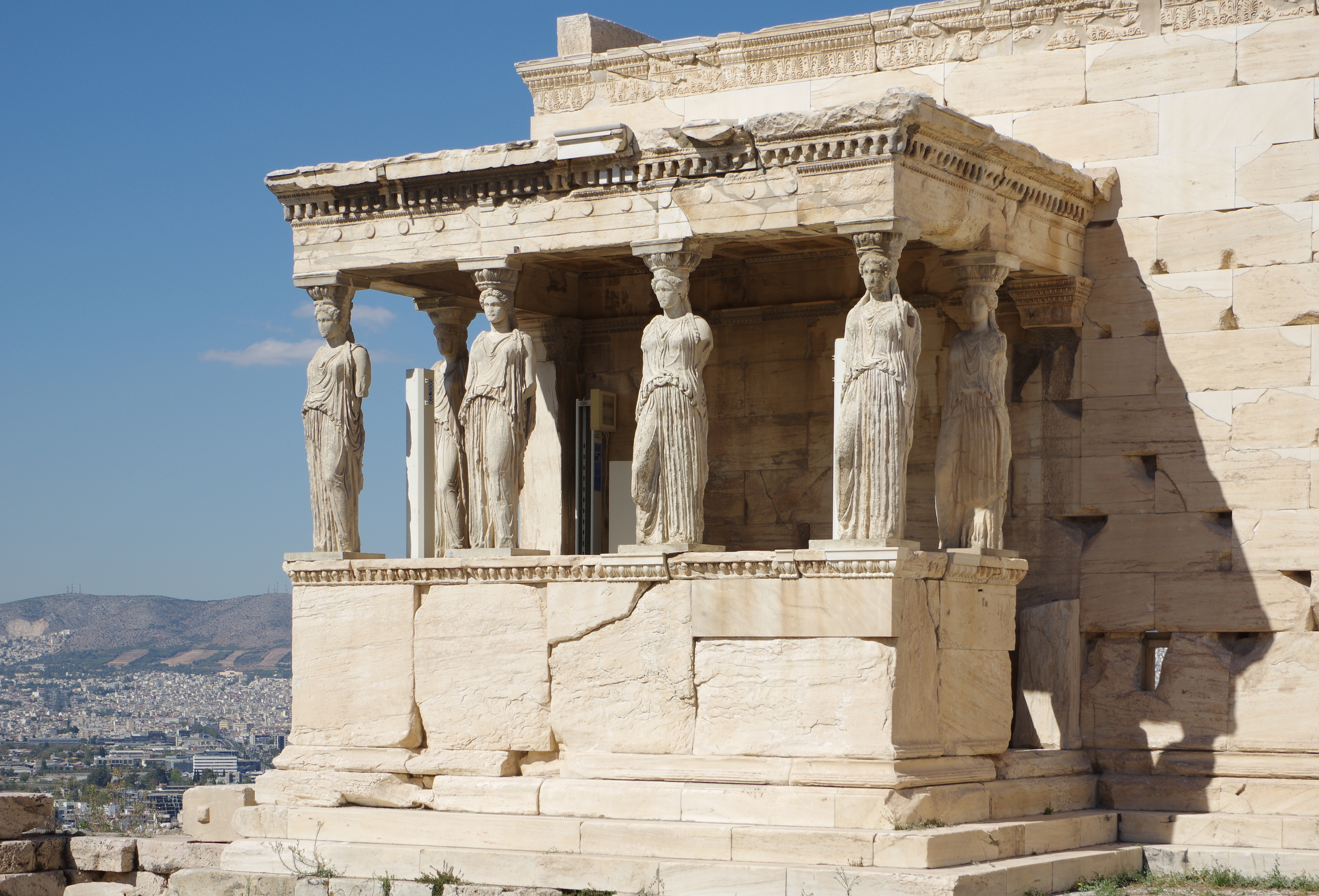
Портик Каріатид, Ерехтейон, Афінський акрополь

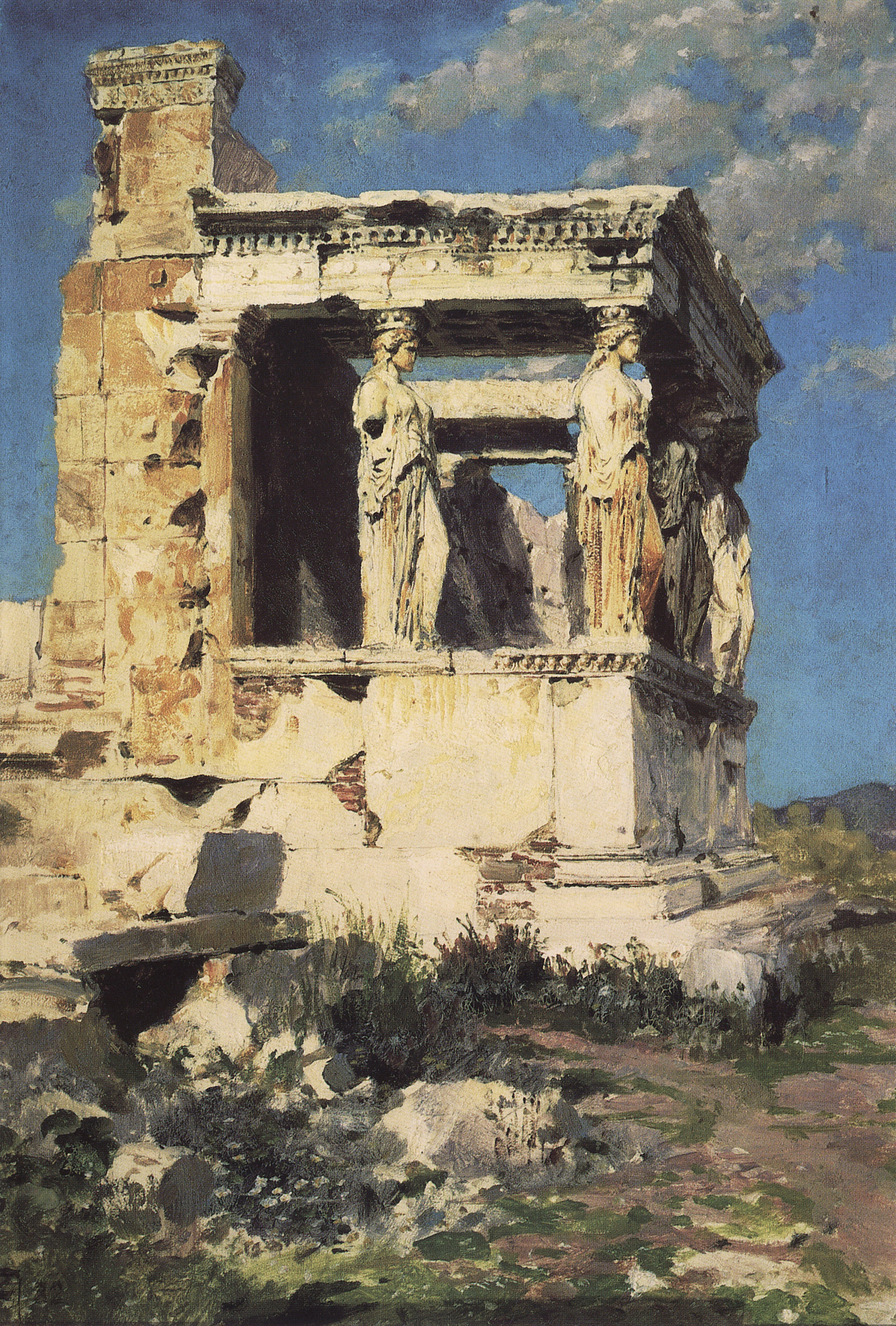
Ерехтейон. Портик Каріатид Василя Полєнова, 1882 рік

Каріати́да (грец. καρυάτιδα, karyatides — карійські діви, жриці храму Артеміди в Карії (Лаконії) — вертикальна підпора у вигляді жіночої постаті, статуя одягненої жінки.

## Опис
Каріатида використовувалась давньогрецькими зодчими для підтримки антаблемента. Каріатиди замінюють в архітектурі колони, пілястри та інші тримальні елементи будівельної конструкції.
Класичний приклад каріатид — південний портик храму Ерехтейон на Акрополі в Афінах (близько 421—406 рр. до н. е.). Давньоримський теоретик архітектури Вітрувій (І ст. до н. е.) пояснює походження таких фігур тим, що так зображували полонених жінок міста Карії (у період греко-перських війн місцеві жителі воювали на боці персів, а греки, на правах переможців, забирали всіх жінок у рабство).
Якщо статуя зображає жінку з кошиком фруктів або квітів на голові, то її називали канефорою (від грец. κανηφόρος — «та, що несе корзину»). Назва архітектурного мотиву походить від релігійного обряду на честь богині Артеміди, який проводився дівчатами з Карії (Аркадії) з кошиками на головах. На Діонісії дівчата-канефори носили в кошиках фрукти, присвячені Діонісу. Також канефори брали участь на святах Панафінеї і Канифорії.
Каріатиди — окремий вид кори.

### В Україні
Найбільш раннім прикладом каріатид у Києві, вважається, фасад будинку на вул. Липській, 9, який був побудований ще на початку XIX ст. Точно не відомо, коли саме з'явилися 3 жіночі фігури у міжвіконних простінках, але під час реконструкції 1872 р. вони вже існували.
Нереалізований проєкт Олександрівського костелу (Київ, вул. Костьольна, 17) містив 4 масштабні фігури святих у нішах на головному фасаді.